# Sprawa u wójta
Sprawa u wójta (również Sprawa przed wójtem) – obraz olejny autorstwa polskiego malarza Józefa Chełmońskiego, ukończony w 1873 roku. Znajduje się w zbiorach Muzeum Narodowego w Warszawie.

## Historia
Józef Chełmoński namalował obraz Sprawa u wójta w 1873 podczas studiów w Monachium. Zyskał uznanie w paryskim Salonie. Obraz trafił później do kolekcji Towarzystwa Zachęty Sztuk Pięknych, które następnie przekazało dzieło Muzeum Sztuk Pięknych w Warszawie (od 1916 roku Muzeum Narodowe w Warszawie) z siedzibą przy Alejach Jerozolimskich 3.
Między 21 listopada 1987 a 19 czerwca 1988 obraz był eksponowany na wystawie w Muzeum Narodowym w Poznaniu przy alei Karola Marcinkowskiego. W 2010 ponownie został przetransportowany do tej instytucji, aby mógł zostać zaprezentowany podczas specjalnej wystawy „Dzieje pracowni. Józef Chełmoński, Adam Chmielowski, Stanisław Witkiewicz, Antoni Piotrowski w pracowni w Hotelu Europejskim w Warszawie”.  27 września 2024 roku dzieło zostało usunięte ze swojego stałego miejsca w Muzeum Narodowym w Warszawie, przeniesiono je wówczas do innej sali budynku, aby obraz mógł wziąć udział w specjalnej wystawie muzealnej poświęconej twórczości Józefa Chełmońskiego, która potrwa do 26 stycznia 2025 roku. Po zakończeniu tej wystawy obraz wróci na swoje pierwotne miejsce w muzeum.

## Opis
Obraz jest przykładem realizmu. Płótno ma 64,5 cm wysokości i 147 cm szerokości, natomiast z masywną ramą ma wysokość 129,5 cm, szerokość 212,5 cm oraz grubość płótna wynoszącą 10 cm. W prawym dolnym rogu płótna znajduje się sygnatura: „Józef Chełmoński 1873”. 
Obraz Sprawa u wójta przedstawia zjazd gminny podczas słonecznego dnia w zimowej scenerii. Na pierwszym planie znajduje się wójt, z założonym na szyi złotym łańcuchem na szyi – symbolem jego urzędu. Obok niego stoi mężczyzna w „miejskim” stroju, najpewniej pisarz gminny. Przed lokalnymi władzami w pokornych ukłonach pochylają się chłopi, którzy mogą reprezentować zwaśnione strony sporu. Centralną grupę otacza tłum mieszkańców wsi, a całą scenę z dystansu obserwują osoby spoza tej społeczności: siedzący w saniach na pierwszym planie Żyd oraz przejeżdżający w głębi szlachcic. Grupa różnorodnie przedstawionych ludzi tworzących ciżbę barwy burej i brunatnej odcina się kontrastowo od śnieżnego krajobrazu. Istotnym aspektem przedstawionej sceny jest światło słoneczne. 

## Galeria

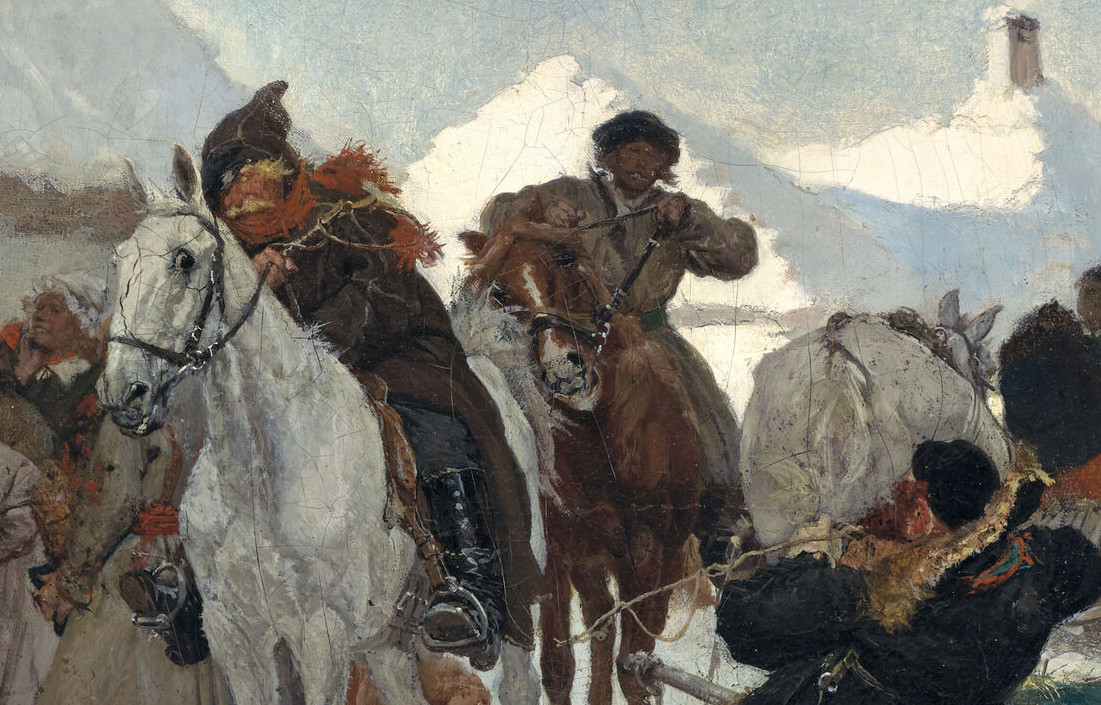
Detal, jeźdźcy
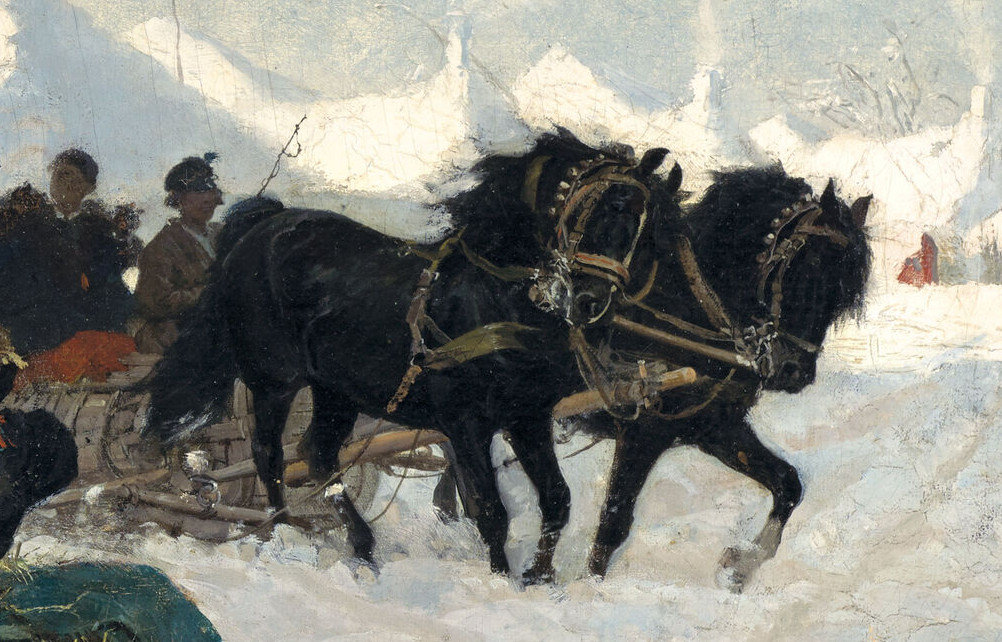
Detal, konie